# Transformers Robots in Disguise : Mission secrète
Pour les articles homonymes, voir Transformers (homonymie).
 (octobre 2018).
Transformers: Robots in Disguise est une série d'animation TV américaine produite par Hasbro Studios et Darby Pop Productions.
L'animation est faite par Polygon Pictures au Japon.

## Synopsis
L'histoire se déroule de nombreuses années après Transformers: Prime.
La Terre ne se souvient même plus du conflit entre les Autobots et les Decepticons, n'ayant plus de visites de Cybertron.
Mais une vision d'Optimus Prime s'impose à Bumblebee, lui intimant de repartir sur Terre pour faire face à une nouvelle menace.
Aidé de Sideswipe (un rebelle) et Strongarm (son partenaire, Garde d'élite), Bumblebee découvre que des Decepticons prisonniers se sont échappés. Le trio doit donc les retrouver et les capturer de nouveau.
La saison 1 est constituée de 26 épisodes, mais la seconde a été coupée à 13 épisodes. La troisième saison n'est constituée que de 6 épisodes, annoncée avec le retour de Starscream. Une quatrième saison de 26 épisodes est sortie en 2017, de plus en plus axée vers les plus jeunes. De plus Megatron est mentionné.

## Personnages

### Autobots
- Bumblebee : Ancien membre de l'équipe Prime, Bumblebee est devenu agent de la sécurité routière sur Cybertron. Mais après avoir reçu un message de son mentor Optimus Prime, Bumblebee décide de repartir sur Terre pour faire face à une nouvelle menace. Bumblebee devient chef de l’équipe terrestre des Autobots. Il aura quelques difficultés à se faire écouter par ses coéquipiers. Il a aussi la fâcheuse habitude de créer des cris de ralliement qui sont pour la plupart mauvais.
- Optimus Prime : Chef des Autobots. À la suite de son sacrifice dans le film Predacons Rising, Optimus s'est retrouvé dans une autre dimension, où il suit un entraînement intensif sous l'œil de Micronus. Cet entraînement a pour but de le préparer à sa future bataille pour le destin de la Terre et de Cybertron.
- Strongarm : Principale subordonnée de Bumblebee. Bien que jeune, elle est une bonne combattante. Elle est toujours à cheval sur le règlement cybertronien, ce qui agace Bumblebee et surtout Sideswipe, avec qui elle a du mal à s'entendre.
- Sideswipe : Autobot rebelle et fou du volant. Alors qu'il est (encore) arrêté par Bumblebee et Strongarm, il se retrouve sur Terre et intègre malgré lui l'équipe de Bumblebee. Il finit par s'y faire. Il s'entend bien avec Grimlock et n'arrête pas de se disputer avec Strongarm.
- Fixit : Minicon gardien du vaisseau-prison Alchemor. À la suite du crash du vaisseau, il sera endommagé, oubliera ses fonctions de gardien et aura des problèmes d'élocution. Malgré tout il sera un fort soutien pour l'équipe grâce à ses talents dans la réparation.
- Grimlock : Ancien prisonnier Decepticon. Grimlock fut enfermé à cause de sa grande violence. Réveillé après le crash de l'Alchemor, il s'alliera aux Autobots pour arrêter un fugitif. Par la suite il intègrera l'équipe et deviendra un autobot à part entière à la fin de l'épisode 8. Il est très fort mais pas très intelligent. Il est le gros bras de l'équipe et a une peur bleue des chats.
- Jazz : Jazz est un Autobot cool et recueilli. Avant la guerre, il faisait partie de la caste chargée de l'observation et de l'analyse culturelle, qui lui a donné plus de liberté et une perspective plus large sur le monde que son bon ami Orion Pax. Bien que la guerre ait changé une grande partie de sa vie (il est maintenant un combattant habile et mortel), deux choses restent constantes: son dévouement à l'ami qui est maintenant son chef, Optimus Prime, et l'intérêt qu'il porte à toutes les facettes de la culture, partout où ses voyages le conduisent. Sur Terre, Jazz a adopté de nombreux idiomes humains populaires dans son vocabulaire et sa fascination pour leur musique l'a amené à mettre en œuvre des haut-parleurs qui tirent une centaine de bangs soniques par seconde dans son armement.
- Windblade : Chargée d'une grande mission par Primus lui-même, Windblade est dotée de sens aiguisés qui lui donnent un instinct presque clairvoyant pour trouver les Decepticons. Ses capacités de combat améliorées et le pouvoir de créer de puissants jets de vent font d'elle une ennemie redoutable, bien que son excès de confiance puisse parfois l'amener à prendre de trop gros risques. Elle aime donner des surnoms à ses coéquipiers, ce qui n'est pas toujours apprécié.

- Drift : Drift est un samouraï Autobot. Alors que certains chasseurs de primes peuvent être des tueurs à gages sans scrupules, Drift est original : il est un chasseur de primes avec une conscience. Se consacrant à traquer des malfaiteurs et des escrocs à travers la galaxie, Drift cherche à atteindre ses cibles  sans leur faire perdre la face, dans le but de les réinsérer dans la société des membres actifs de Cybertronian. Ce code moral rigide peut être une tentative de se distancier de son passé de Decepticon. En effet, il porta autrefois le nom de Deadlock, un rōnin violent et cruel. À la suite de sa formation avec le Cercle de lumière, Drift est un perfectionniste exigeant dans tout ce qu'il fait. Il adhère à un code d'honneur inflexible et il suit à la lettre un niveau de rigueur que même Strongarm trouve excessif. Drift est froid et méprisant et donne rarement des louanges, même légères. Cela laisse souvent ses deux étudiants Mini-Con, Slipstream et Jetstorm, incompris. Drift est un expert en armes blanches, délaissant l'usage des blasters en faveur du combat rapproché, et laissant ses Mini-Cons gérer les distractions extérieures pendant qu'il se concentre sur sa cible. Il s'avère qu'il a besoin de la sauvegarde car il est tout à fait impopulaire auprès d'autres chasseurs de primes, notamment Fracture, qui aimerait bien réduire Drift en pièces détachées.

- Jetstorm : Jetstorm est un Autobot Mini-Con des robots dans la partie Disguise de la famille de continuité alignés. Sur les deux Mini-Cons sous la tutelle de Drift, Jetstorm est le plus impulsif. Il est enclin à agir sans réfléchir et a souvent des comportements inappropriés (comme parler sans autorisation), ce qui entraîne naturellement des frictions entre lui et le perfectionniste exigeant, Drift. Jetstorm tend cependant à faire pire que le mal dans sa hâte à corriger l'erreur, parfois après avoir donné au problème, dans son esprit, une importance hors de proportion. Bien qu'il ait encore beaucoup à apprendre, la formation de Drift a certainement déjà fait de lui un redoutable combattant. Il est ingénieux et créatif, et peut trouver des stratégies efficaces que Drift n'aurait jamais essayées. Et il est certainement un swing de moyenne avec ses nunchakus. Si lui, Drift et Slipstream pouvaient travailler sur ces questions de travail en équipe, ils seraient presque imparables.
- Slipstream : Slipstream est un Autobot Mini-Con des robots dans la partie Disguise de l'Aligned continuity. Comme son partenaire Jetstorm, Slipstream travaille avec son maître Drift. Des deux Mini-Cons cependant, Slipstream est le plus calme, préférant suivre Drift dans les champs de bataille et en dehors. Pour autant, il aime célébrer les victoires avec Jetstorm, et tous deux semblent avoir une bonne synergie dans leur façon de se battre. Utilisant ses naginata pour éclaircir les rangs ennemis, il n'est pas surprenant qu'il ait autant la reconnaissance de Drift, même un peu plus que Jetstorm .

### Decepticons
Steeljaw's Pack :
- Steeljaw
- Thunderhoof
- Underbite
- Clampdown
- Fracture
- Airazor

- Divebomb

Glowstrike's Crew
- Glowstrike
- Scorponok
- Saberhorn
- Kickback

Autres :
- Hammerstrike
- Bisk
- Chop Shop
- Terrashock
- Filch
- Minitron
- Springload
- Ped
- Quillfire (il rejoint la bande de Steeljaw dans la saison 3)
- Malodor
- Skunkticons
- Nightstrike
- Vertebreak
- Octopunch
- Groundpounder
- Headlock
- Scowl
- Razorpaw
- Zizza
- Pseudo
- Overload
- Ransack
- Backtrack
- Polarclaw
- Crazybolt
- Slicedice
- Soundwave et Laserbeak (1 épisode de la Saison 2 et 3)

Starscream's Pack :
- Starscream
- Shadelock
- Starscream's Insecticon
- Roughedge

Notes : Megatron est mentionné.

### Humains
- Russel Clay
- Denny Clay
- Henrietta
- Butch
- Arnold

## Crédits

### Distribution principale
- Will Friedle (VF : Alessandro Bevilacqua) : Bumblebee
- Peter Cullen (VF : Erwin Gruspann) : Optimus Prime
- Constance Zimmer (VF : Helena Coppejans) : Strongarm
- Darren Criss (VF : Valéry Bendjilali) : Sideswipe
- Khary Payton (VF : Pierre Bodson) : Grimlock
- Mitchell Whitfield (VF : Philippe Tasquin) : Fixit
- Eric Bauza (VF : Jean-Michel Vovk) : Drift
- Ted McGinley (VF : Stany Mannaert) : Denny Clay
- Stuart Allan (VF : Stéphane Flamand) : Russell Clay
- Troy Baker  (VF : Olivier Cuvellier) : Steeljaw
- Lieam O'Brien (VF : Jean-Michel Vovk) : Underbite

Version française de SDI Media Belgium, sous la direction artistique de Frédéric Meaux, traduction et adaptation de Timecode

### Production
- Développé pour la télévision par Adam Beechen, Duane Capizzi et Jeff Kline
- Producteur exécutif : Jeff Kline
- Producteur & Scénariste : Adam Beechen
- Scénaristes : Adam Beechen, Steven Melching et Mairghread Scott.
- Productrice de l'animation : Thérèse Trujillo
- Supervision de l'animation & Réalisation : David Hartman
- Producteur exécutif : Stephen Davis
- Musique : Kevin Kiner et Kevin Manthei
- Chanson du générique : Nick Soole

## Liste des épisodes

### Saison 1 (2015)
26 épisodes : Titres français (Titres originaux)
1. Nouvelle mission sur Terre (Pilot, Part 1)
2. Le dévoreur (Pilot, Part 2)
3. Mise en confiance (Trust Exercises)
4. Au-delà des apparences (More Than Meets the Eye)
5. Une journée au musée (W.W.O.D.?)
6. Sous les ordres du Cospego (As the Kospego Commands!)
7. Un voleur de haut-vol (Collect 'Em all)
8. Ami ou ennemi ? (True colors)
9. Poursuite dans la jungle (Rumble in the Jungle)
10. Combats en sous-sol (Can you Dig It?)
11. Une nounou pour Bumblebee (Adventures in Bumblebee-Sitting)
12. La saison de la chasse (Hunting Season)
13. Le secret de Strongarm (Out of Focus)
14. L'œil du Cyclone (Sideways)
15. Même pas peur (Even Robots Have Nightmares)
16. Sideswipe perd la tête (Some Body, Any Body)
17. L'honneur avant tout (One Of Our Mini-Cons Is Missing)
18. La Blessure de Grimlock (Deep Trouble)
19. Le champion (The Vhamp)
20. Dysfonctionnement (The Trouble with Fixit)
21. État de Siège (Lockout)
22. Ami Jurés (Similarly Different)
23. La reine des abeilles (The Buzz on Windblade)
24. Fantômes & imposteurs (Ghosts and Impostors)
25. Le retour d'Optimus (Battlegrounds, Part 1)
26. La vengeance de Megatronus (Battlegrounds, Part 2)

### Saison 2 (2016)
1. Overload, Partie 1 (Overload, Part 1)
2. Overload, Partie 2 (Overload, Part 2)
3. Fusion Métallique (Metal Meltdown)
4. Tout feu tout flamme (Suspended)
5. Protection rapprochée (Cover Me)
6. Tout dans la tête (Brainpower)
7. Un écran de fumée (Misdirection)
8. Un concert pour Bumblebee (Bumblebee's Night Off)
9. En fourrière (Impounded)
10. Portail (Portals)
11. Exercice de fin d'études (Outstanding)
12. L'ile des décepticons, partie 1 (Decepticon Island, Part 1)
13. L'ile des décepticons, partie 2 (Decepticon Island, Part 2)

### Minisérie (2016)
1. Une leçon du passé (History Lessons)
2. Strongarm marque des points (Strongarm's Big Score)
3. La logique du Bretzel (Pretzel Logic)
4. De très gros ennuis (Mighty Big Trouble)
5. La vengeance de Starscream (Mini-Con Madness)
6. Le Minicon manquant (Worthy)

### Saison 3 (2017)
1. Le Roi de la montagne 1 (King of the Hill, Part 1)
2. Le Roi de la montagne 2 (King of the Hill, Part 2)
3. Décongelé (Defrosted)
4. Le nouveau (Blurred)
5. Les Autobots perdent la boule (Sphere of Influence)
6. La classe, Bumblebee ! (Bee Cool)
7. La grande division (The Great Divide)
8. L'enquête explosive (Get a Clue)
9. Sorti de l'ombre (Out of the Shadows)
10. Échange de personnalités (Disordered Personalities)
11. Présumé coupable (Guilty as Charged)
12. Le chevalier d'or (The Golden Knight)
13. Métro, Boulot, Super Héros (The Fastest Bot Alive!)
14. Impact imminent (Railroad Rage)
15. Un Adversaire de taille (Combine and Conquer)
16. L'union fait la force (Moon Breaker)
17. Exilés (Exiles)
18. Besoin d'espace (Breathing Room)
19. Un travail amusant (Prepare for Departure)
20. Alerte à la centrale (Prisoner Principles)
21. Le grand frisson (Collateral Damage)
22. Trois hoquets et puis s'en vont (Something He Ate)
23. Un antidote pour Bot (Sick as a Bot)
24. Les Cinq Fugitifs (Five Fugitives)
25. L'Ennemi de mon Ennemi (Enemy of My Enemy)
26. Les Combattants de la Liberté (Freedom Fighters)